# Karl Grob
Pour les articles homonymes, voir Grob.
Karl Grob est un joueur de football suisse né le 30 mai 1946 à Küsnacht et mort le 20 avril 2019 à Zurich.

## Biographie

### En sélection
- 7 sélections en équipe de Suisse
- Première sélection : Italie- Suisse 4-0, le 23 décembre 1967 à Cagliari
- Dernière sélection : Suisse-Suède 1-2, le 9 octobre 1976 à Bâle.

## Palmarès
- Championnat de Suisse : 1968, 1974, 1975, 1976, 1981 avec FC Zurich
- Coupe de Suisse : 1970, 1972, 1973, 1976 avec FC Zurich.